# Andes buruensis
Andes buruensis är en insektsart som först beskrevs av Schmidt 1926.  Andes buruensis ingår i släktet Andes och familjen kilstritar. Inga underarter finns listade i Catalogue of Life.